# 쓰치다촌
쓰치다촌(土田村)은 이시카와현 하쿠이군에 설치되었던 촌이다. 현재의 시카정 동부에 해당한다.